# Whig-geschiedenis
Whig-geschiedenis is een manier van geschiedschrijving waarbij het verleden wordt opgevat als een onvermijdelijke ontwikkeling die leidt tot vooruitgang, naar meer vrijheid en verlichting. Het hoogtepunt van deze ontwikkeling is de vorming van staten met een constitutionele democratie, bijvoorbeeld een constitutionele republiek of een constitutionele monarchie.
Whig-historici of whiggish historici leggen de nadruk op het ontstaan van deze staatsvorm, met daarbij het respect voor burgerrechten (vrijheid van meningsuiting, vrije pers en godsdienstvrijheid) en wetenschappelijke vooruitgang. Vaak wordt het begrip whiggish heel algemeen of enigszins denigrerend gebruikt voor geschiedkundige verhandelingen die het verleden portretteren als een lange mars van bekrompenheid en remmende tradities naar verlichting en vooruitgang.
Vooral in de beschrijving van de geschiedenis van de natuurwetenschappen bestaat de neiging om de ontwikkeling van de diverse theorieën te zien als een opeenvolging van steeds betere inzichten tot op het punt van de huidige stand van de wetenschap. Hieruit worden waardeloze theorieën en gedachtegangen die ooit gangbaar waren, maar helemaal nergens toe leidden, weggelaten. 
De term Whig-geschiedenis werd in 1931 geformuleerd door de Britse geschiedkundige Herbert Butterfield in een klein boekje dat van grote invloed werd: The Whig Interpretation of History.
Whig-geschiedenis wordt soms als gelijkwaardig aan presentisme  beschouwd. Echter, bij presentisme ligt de nadruk sterker op het weglaten van de ideeën en perspectieven van de beschreven periode die nodig zouden zijn om de feiten uit die periode echt te kunnen begrijpen.